# تاماش دارنيي
تاماش دارنيي (Tamás Darnyi) هو لاعب أولمبي لرياضة السباحة من المجر. شارك في الأولمبياد الصيفي في 1988–1992، وفاز بما مجموعه 4 ميداليات.

## الميداليات
| ذهب | فضة | برونز | المجموع |
| 4   | 0   | 0     | 4       |

## روابط خارجية
- تاماش دارنيي على موقع الاتحاد الدولي للسباحة (الإنجليزية)
- تاماش دارنيي على موقع SwimRankings.net (الإنجليزية)
- تاماش دارنيي على موقع قاعة مشاهير السباحة العالمية (الإنجليزية)
- تاماش دارنيي على موقع اللجنة الأولمبية الدولية (الإنجليزية)
- تاماش دارنيي على موقع أوليمبيديا (الإنجليزية)
- تاماش دارنيي على موقع اللجنة الأولمبية المجرية (الهنغارية)